# Битва за Чили
«Битва за Чили: Борьба безоружного народа» (исп. La batalla de Chile: La lucha de un pueblo sin armas) — документальная кинотрилогия режиссёра Патрисио Гусмана, части которой вышли на экраны в 1975, 1976 и 1979 годах.

## Сюжет
Часть 1. Восстание буржуазии (La insurreción de la burguesía, 1975). Фильм начинается с парламентских выборов начала 1973 года. Опрашивая на улицах сторонников различных политических сил, создатели фильма строят объёмную картину взаимоотношений в чилийском обществе. После того, как правым партиям не удаётся получить большинство, достаточное для проведения импичмента президента-социалиста Сальвадора Альенде, создаётся патовая ситуация. Все инициативы правительства Народного единства, поддерживаемого широкими массами трудящихся, блокируются в парламенте. Чилийская буржуазия при поддержке американского правительства принимает тактику бойкота, чтобы подорвать экономику страны и добиться ухода Альенде. Начинается серия забастовок и демонстраций, направленных на дестабилизацию обстановки. Эта часть заканчивается неудачной попыткой вооруженного свержения президента в конце июня 1973 года.
Часть 2. Государственный переворот (El golpe de estado, 1976). Рассказывается о событиях июля — сентября 1973 года, нарастающий кризис завершается военным переворотом 11 сентября и гибелью Альенде.
Часть 3. Власть народа (El poder popular, 1979). Повествуется о самоорганизации рабочих, происходившей в условиях упадка экономики накануне переворота. Народ вынужден брать на себя организацию работы фабрик и заводов, брошенных буржуазией, устраивать доставку продуктов и «народные магазины» взамен закрытых буржуазией и т.д.

## Создание фильма
Фильм полностью состоит из съёмок текущих событий, происходивших на улицах Сантьяго, в парламенте, на фабриках, и по существу представляет собой исторический документ. Кроме того, закадровый комментарий предлагает зрителю марксистский анализ событий и их взаимосвязи. Лента была снята командой из пяти человек, обладавшей весьма скромными возможностями: аудиомагнитофоном «Nagra», одной 16-мм камерой «Eclair» и запасом киноплёнки, полученной от коллеги из-за рубежа. После военного переворота записи были переправлены за границу, монтаж фильма был завершён в Институте кинематографии в Гаване. Лента считается важной вехой в истории политической документалистики.